# Zalaegerszeg
Zalaegerszeg (maďarsky  'zɒlɒɛɡɛrsɛɡ, chorvatsky Jegersek) je město v Maďarsku, hlavní město župy Zala v západní části Maďarska, nedaleko od hranice s Chorvatskem a 45 km od Balatonu. Město leží na řece Zala. Žije zde přibližně 55 tisíc obyvatel. Patří k nejzelenějším městům v Maďarsku.

## Název
Město se objevilo poprvé pod jménem Egerscug a v roce 1293 Egerszeg. Do slovanských jazyků byl název převzat jako Jegersek nebo Jagersek (srov. Eger jako Jager). Prefix Zala- potom označuje řeku, resp. župu stejného názvu. Sufix -szeg potom roh nebo ohbí řeky.

## Klimatické poměry
Roční množství srážek se pohybuje kolem 800 mm. Průměrný počet dní se sněhovou pokrývkou zde dosahuje 45 v roce. Roční počet slunečných hodin se pohybuje okolo 1950–2000. Mezi směry větru jsou nejčastější severní a jižní.

## Historie
V lokalitě existovalo osídlení již v době pozdního paleolitu. Poté zde v oblasti okolo přelomu letopočtu žili Keltové. Místo bylo díky soutoku dvou vodních toků a rovinaté krajině vhodnou lokalitou pro osídlení.
První zmínka o městě je z roku 1247. V roce 1266 bylo darováno Egerské diecézi a tedy lze doložit, že patřilo katolické církvi. Ve 14. století byl Egerszeg největší město oblasti. Mezi roky 1368 a 1389 to bylo královské město. V roce 1381 zde byl postaven kamenný kostel. V roce 1421 získalo město tržní právo, což také znamenalo, že obyvatelé museli platit daně pouze jednou ročně a mohli si volit vlastní představitele. Město bylo nicméně pod vlivem biskupa z Veszprému.
Město neustále rostlo a v 16. století bylo skutečným centrem župy Zala. Ve 30. letech 16. století se vývoj města zpomalil, jelikož celé Uhersko čelilo stále většímu tureckému nebezpečí. Od roku 1568 bylo město opevněno a byl postaven hrad. Díky okolním močálům, které sloužily lépe než vodní příkop, byl hrad velmi dobře bránitelný. V 70. letech 16. století došlo k prvnímu tureckému nájezdu na město, nicméně pro útočníky neúspěšnému. V roce 1600 padla do tureckých rukou Nagykanizsa a Zalaegerszeg tak získal získal úlohu hlavního města, odkud měla být řízena obrana kraje a místní pevnosti. Další turecký útok se odehrál roku 1616.
Egerszeg, ačkoli byl na okraji župy, se v 18. století stal jejím hlavním městem. Důvodem pro udělení statusu byla skutečnost, že se zde již nějakou dobu konaly sněmy, resp. zhruba tři čtvrtiny všech jednání župních představitelů. V uvedeném století město také strádalo opětovnými požáry, především proto, že většina domů byla stále ještě ze dřeva. Na počátku 18. století zde stálo jen málo reprezentativních budov. Jednou z nich byl i Župní dům, který byl v barokním stylu. V roce 1826 byla uskutečněna rozsáhlá přestavba Zalaegerszegu, v rámci níž vzniklo více kamenných budov a oheň nehrozil již tak často. Ekonomická aktivita byla nižší, neboť církevní daně byly vysoké a řada řemeslníků se městu raději vyhýbala. Přítomná zde již tehdy byla ale také židovská komunita. Židé se sem začali stěhovat na počátku 19. století, kdy se zvyšoval význam řemesel a obchodu.
V roce 1870 ztratilo městský status a stalo se z formálního hlediska vesnicí. Správní reforma v Uhersku totiž zrušila statut měst s tržním právem (kterých bylo v Zalitavsku v té době poměrně hodně). Zastupitelstvo si vybralo statut velké obce, což mnozí vnímali jako urážku města v souvislosti s rivalitou s Nagykanizsou, nakonec po více než deseti letech se tamní zastupitelstvo rozhodlo statut vrátit zpět, byť i za cenu vyššího zdanění. Dne 31. května 1885 se proto stal Zalaegerszeg opět městem. V roce 1887 byla k městu připojena vesnice Oly. V roce 1895 bylo postaveno několik nových budov, včetně nové střední školy, radnice, hotelu, mateřské školy a cihlové továrny. Roku 1879 tu byla postavena první socha Ference Deáka v tehdejších Uhrách. Zcela se změnila podoba hlavního náměstí (Főtér), které obklopily nové domy. Postavena byla také nová kasárna pro kavalerii a od roku 1905 byla v provozu i elektrárna. Město se nicméně dostalo do dluhů a starosta Károly Kovács musel odstoupit. Jeho nástupce, Lajos Botfy, snižoval dluh a mohl pokračovat v rozvoji města.

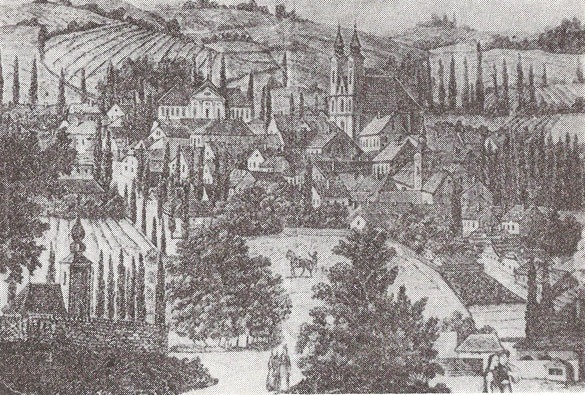
Střed města v 19. století.

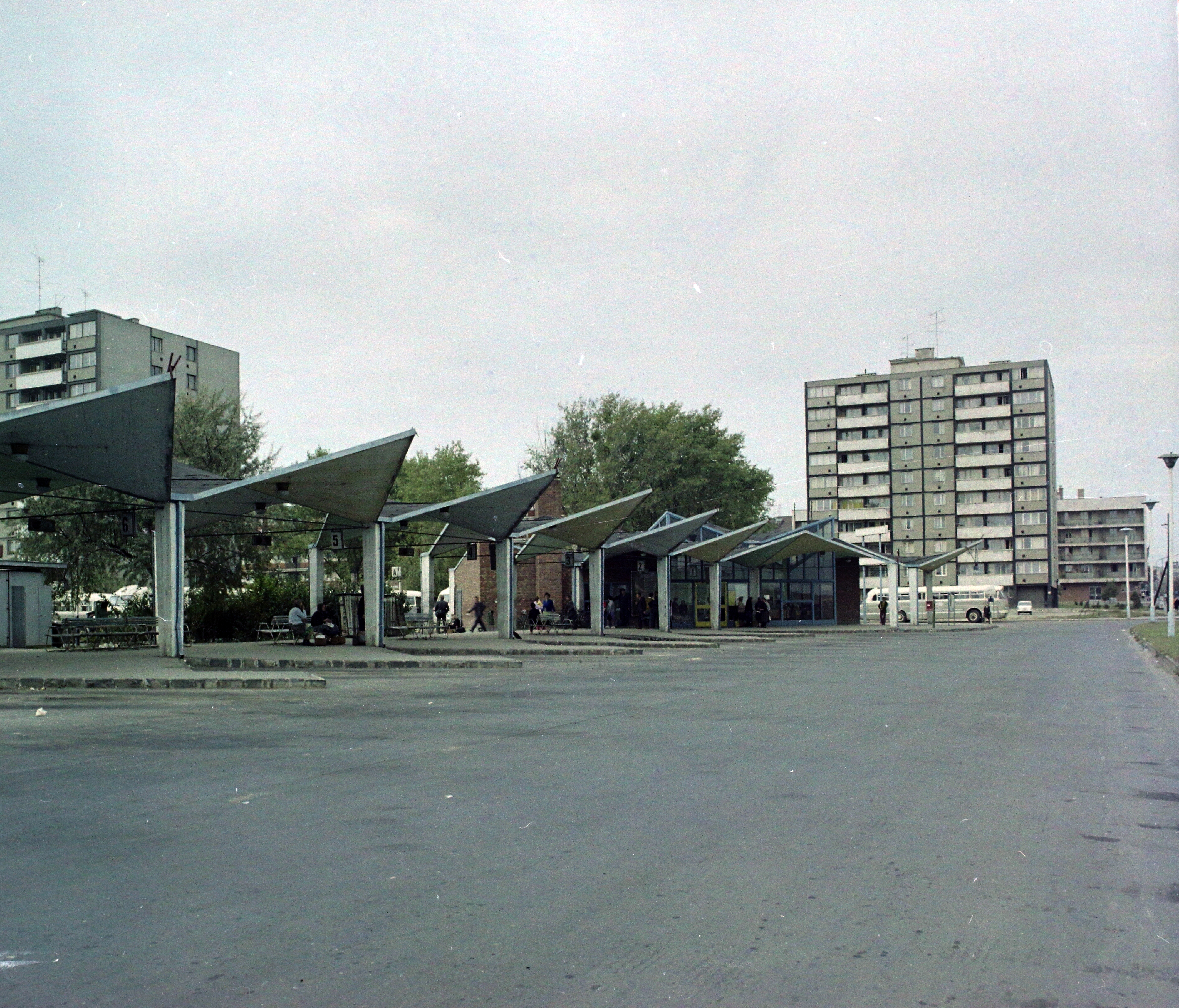
Autobusové nádraží na ulici Balatoni ut.

Město se nicméně nacházelo poměrně daleko od hlavních dopravních tahů a tak se mu železniční spojení poměrně dlouho vyhýbalo. Až na konci 19. století sem byla postavena trať ze Šoproně do Nagykanizsi, která vedla přes město. 
Dvacátá léta 20. století přinesla po nějaké chvíli počátečního chaosu prosperitu znovu; nové budovy zahrnovaly novou poštu, železniční stanice (původní nádraží bylo zničeno při leteckém bombardování), policejní komisařství. Nejvýznamnější ztrátou ve druhé světové válce byla deportace 1221 židovských občanů města do vyhlazovacího tábora Auschwitz. Město bylo osvobozeno od nacistů Rudou armádou 28. března 1945. Ve volbách v roce 1949 zvítězila místní komunistická strana. Dne 2. července 1949 byla jmenována první starostka města Mihályne Siklósis.
Padesátá léta přinesla důležité změny. Zalaegerszeg dostal více průmyslový profil. Železniční trať byla rozšířena. Množství pracovníků dojíždělo z nedalekých vesnic. Postavena byla např. textilní továrna, ve které pracovaly místní ženy.
V roce 1956 představitelé místní buňky Maďarské strany práce utekli do nedalekého Körmendu a v čele Zalaegerszegu tak po nějakou dobu (do příjezdu Sovětské armády) stála v čele tzv. revoluční rada. Dne 11. prosince 1956 se také dělníci Zalaegerszegu připojili k celostátní stávce organizované Ústřední dělnickou radou kvůli střelbě v Salgótarjánu. K shromáždění došlo o den později na ulici Kossutha Lajose. Před budovou pošty se shromáždil několikatisícový dav, který pomocí náklaďáků zablokoval cestu sovětským tankům. Protestující dav byl nakonec rozehnán použitím slzného plynu a tanků. 
V šedesátých a sedmdesátých létech 20. století město zažilo demografickou explozi. Byly postaveny nové byty a k městu se připojily některé přilehlé obce (Csácsbozsok, Botfa, Zalabesenyő, Bazita, Andráshida, Pózva). Jen za celé dějiny města se k Zalaegerszegu připojilo celkem 17 vesnic. Přebudováno bylo také jádro města; do něj byly dovedeny tranzitní silnice, vybudovány panelové domy a vzniklo i nové autobusové nádraží. Ještě v 60. letech zde existoval závod na výrobu prefabrikovaných dílů pro panelovou výstavbu, nové domy začaly vznikat masověji ale až v letech sedmdesátých. Sídliště vznikala i na okraji města, např. Landorhegy). Roku 1991 dosáhl počet obyvatel 62 tisíc, poté začal pomalu klesat.
Obnoveno bylo také historické centrum města. V roce 2004 byl navíc zprovozněn místní zimní stadion.
V roce 2008 usilovalo město o nový průmyslový závod společnosti Mercedes-Benz, investici nakonec ale získal Kecskemét.

## Obyvatelstvo
Podle sčítání lidu z roku 2001 žilo ve městě 61 654 obyvatel, z toho 60 024 respondentů uvedlo svoji národnost. 58 891 osob se deklarovalo jako Maďaři, 627 jako Romové. Je třeba poznamenat, že počet Romů, kteří se k svojí národnosti oficiálně nepřihlásili, bude nejspíše vyšší. 227 lidí se přihlásilo k německé národnosti, 96 k chorvatské národnosti a 43 k rumunské.
V roce 2011 žilo ve městě 66 245 obyvatel. Z nich se k maďarské národnosti přihlásilo 56 676, pokles byl dán tím, že méně lidí chtělo uvedenou hodnotu vyplnit. K romské národnosti se tehdy přihlásilo 859 osob, k ruské 45, k německé 528 a k rumunské 92. 
Podle údajů ze sčítání lidu z roku 2011 se velká většina obyvatel Zalaegerszegu, kteří tvrdí, že patří k nějaké konfesi, považuje za římské katolíky. Z věřících se za katolíky považují zhruba tři čtvrtiny obyvatel. Kromě toho jsou ve městě svatostánky i menšinových, v Maďarsku však dobře zastoupených církví. K reformované církvi se přihlásilo cca 1700 lidí a k evangelické potom zhruba šest stovek místních. Velmi málo jsou zastoupeni také pravoslavní různých národních církví a po druhé světové válce i Židé. 14,3 % obyvatel města se deklarovalo bez vyznání, zhruba čtvrtina obyvatel žádné náboženství neuvedla.

## Životní prostředí
Kromě parků je město obklopeno vrchy, které jsou zalesněné. Blíže jeho centru je potom dochována část lužního lesa v podobě městského lesoparku (maďarsky Parkerdő). Největší městský park má rozlohu osm hektarů.
Jedno z nejrozkvetlejších a nejzelenějších měst v Maďarsku získalo v roce 2008 nejvyšší cenu Organizačního výboru pro květinové Maďarsko, cenu Zlatá růže. Město netrpí příliš znečištěním, neboť se zde nenachází velké množství průmyslu. V blízkosti Zalaegerszegu se nachází pouze ropná rafinerie MOL. Většina znečištění ovzduší je zde způsobena z dopravy.

## Ekonomika

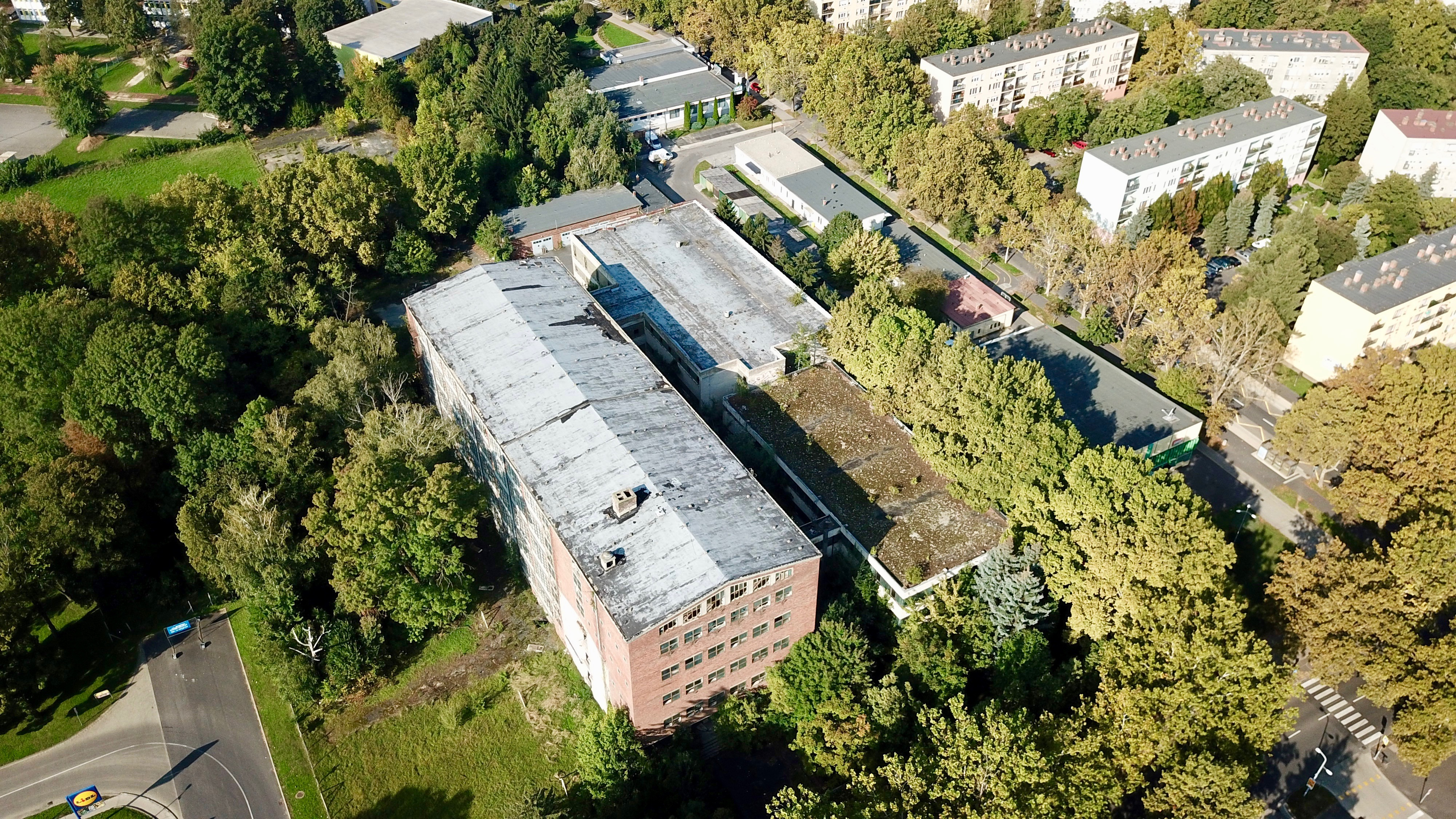
Opuštěná průmyslová budova ve městě.

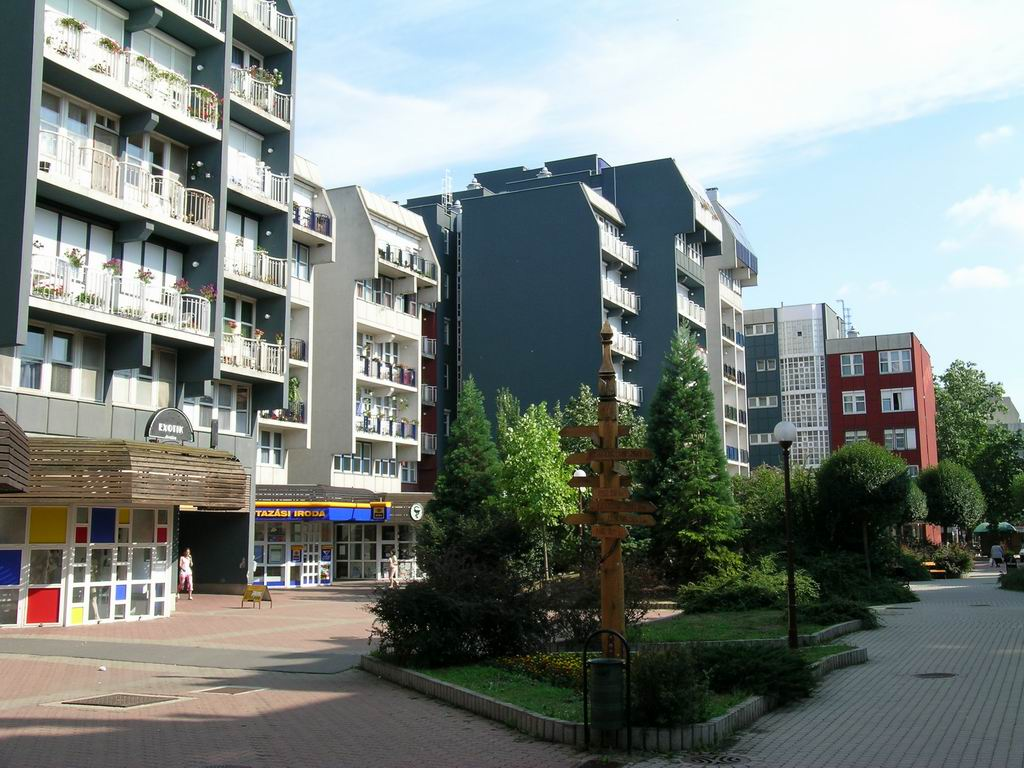
Panelové domy, v popředí je rozcestník ukazující na partnerská města Zalaegerszegu.

Až do 50. let 20. století bylo hrálo Zalaegerszeg v hospodářském životě Maďarska jen velmi malou roli. V období nedlouho po ustanovení Maďarské lidové republiky bylo rozhodnuto o industrializaci města. Postavena byla textilní továrna, dále mlékárna, masokombinát, továrna na zpracování ropných produktů (především na výrobu asfaltu), drůbežárna, závod na výrobu nábytkové techniky apod. Průmysl, který zde měl vzniknout, neměl být náročný na kvalifikaci pracovní síly. Těžební průmysl, který zde vznikl vzhledem k podmínkám, využíval nemalé množství odborníků, kteří se zde usadili z Budapešti. 
Po pádu komunismu se většina velkých závodů rozpadla a na jejich troskách vznikly malé závody, které později buď posílily, nebo zmizely z trhu. Od poloviny 90. let se ve městě objevily nové subjekty, nadnárodní společnosti, které většinou spoléhají na kvalifikovanou, ale přitom levnou pracovní sílu. Zastoupena je nyní hlavně elektronika, závod zde má ještě vybudovat např. společnost Bosch. Sýrárna, která zde byla tradičně v provozu, byla roku 2021 uzavřena.
Ekonomická výkonnost města dosahuje cca 80–90 % celomaďarského průměru.

## Kultura a zajímavosti
Ve městě se nachází řada kulturních institucí, muzeí a od roku 1983 také divadlo Sándora Hevesiho.

### Církevní památky
- Františkánský klášter
- Barokní kostel máří Magdaleny v historickém jádru města
- Františkánský farní kostel Srdce Ježíšova, postavený v novobarokním stylu
- Evangelický kostel z roku 1906.

### Ostatní pamětihodnosti a zajímavosti
- Televizní věž Bazita, dokončená v roce 1975. Má výšku 95 m.
- Göcseiovo Muzeum pod širým nebem (skanzen, maďarsky Göcseji Falumúzeum).
- Muzeum ropného průmyslu[5]
- Soudní palác (původně župní palác) z první poloviny 18. století.
- Kvártélyház, dům postavený pro potřeby rakouské armády z příkazu císařovny Marie Terezie.
- Synagoga, dnes sloužící jako koncertní síň. Budova vznikla v první dekádě 20. století.
- Vedle budovy místního hlavního nádraží stojí vystavená parní lokomotiva.
- Arboretum Csács na severním okraji města.
- Evropské náměstí s domy Csipkeházak podle architekta Gyorgyho Vadásze.
- Azalkové údolí (maďarsky Azáleás-völgy).
- Ve městě existuje památník Ho Či Mina nebo Karla Marxe, oba se dochovaly z doby existence socialistického Maďarska.[6]

## Turistika
Ve městě se nachází jeden z největších akvaparků na území dnešního Maďarska, a to AquaCity. Nedaleko města se také nachází navštěvované jezero Gébárti-tó.

## Doprava
Do města směřují pouze regionální železniční trati; přestup na hlavní spoje je možný v nedaleké obci Zalaszentistván, který hraje roli významného dopravního uzlu. Nádraží v Zalaegerszegu se nicméně nachází v samotném středu města. Roku 2009 byla postavena poslední železniční trať do města, a to do obce Andráshida. Kromě hlavního nádraží v centru města existují také vlakové zastávky v sídlech Ola a Andráshida. 
Městem prochází silnice celonárodního významu, a to č. 74, 75 a 76. Ty byly na území města převedeny na silniční obchvaty, a to ze severní a východní strany tak, aby se tranzitní doprava vyhnula historickému jádru Zalaegerszegu.
Původně vojenské letíště Zalaegerszeg-Andráshida má dnes civilní využití.
Město podporuje cyklistickou dopravu např. rozšiřováním cyklostezek. Byla postavena podél řeky Zala.

## Školství

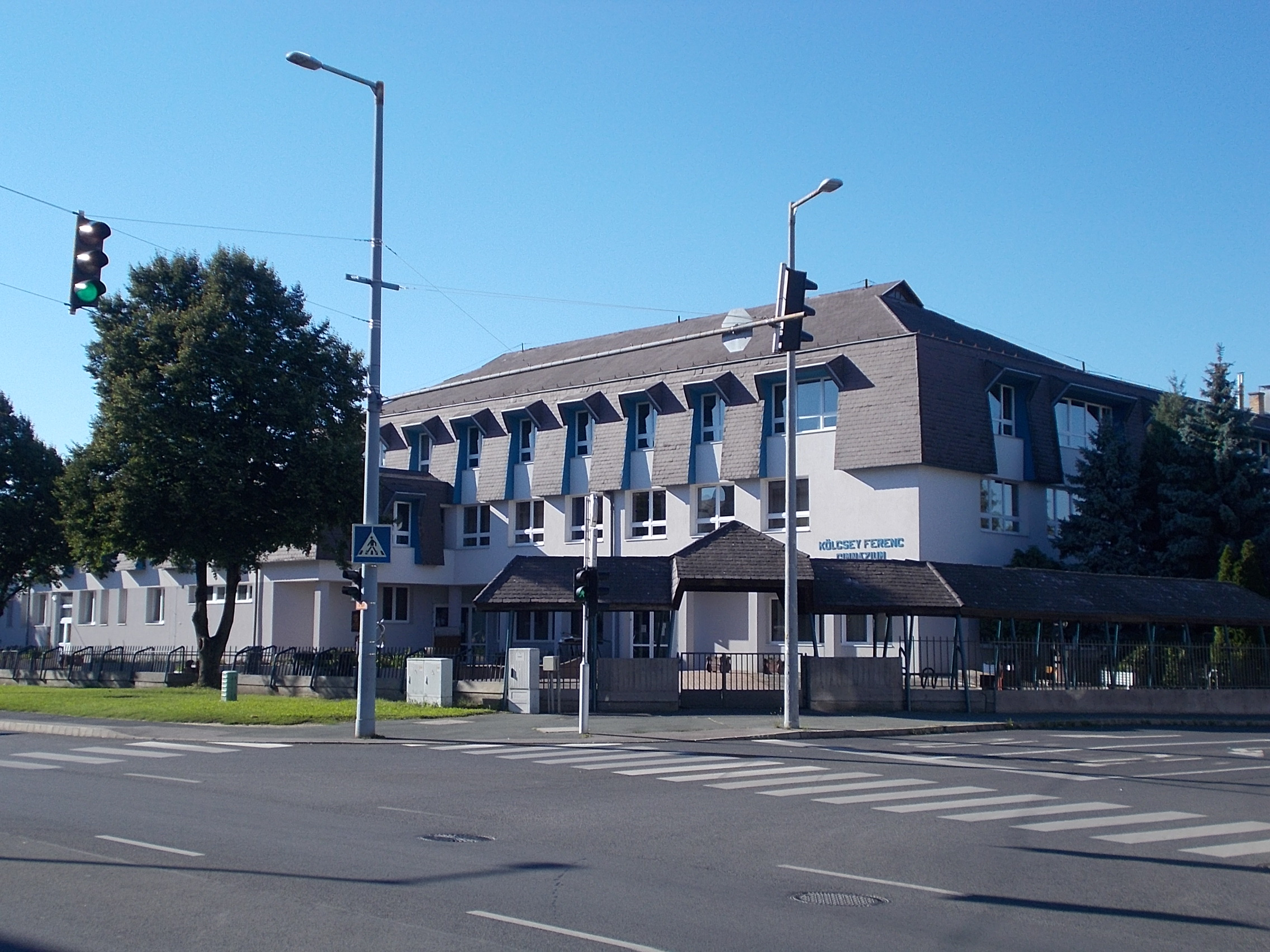
Gymnázium Ference Kölcseyho.

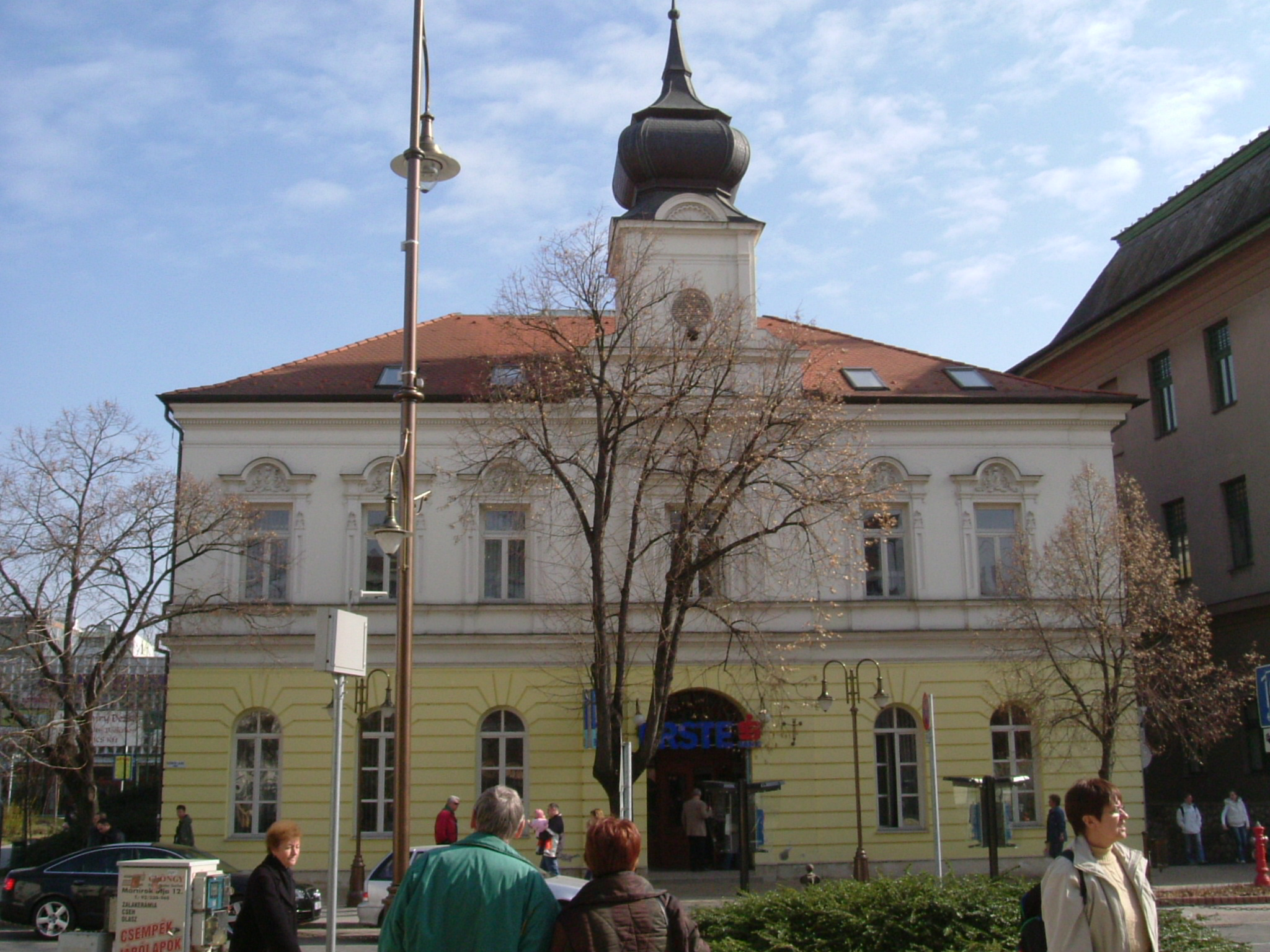
Historický dům v centru města.

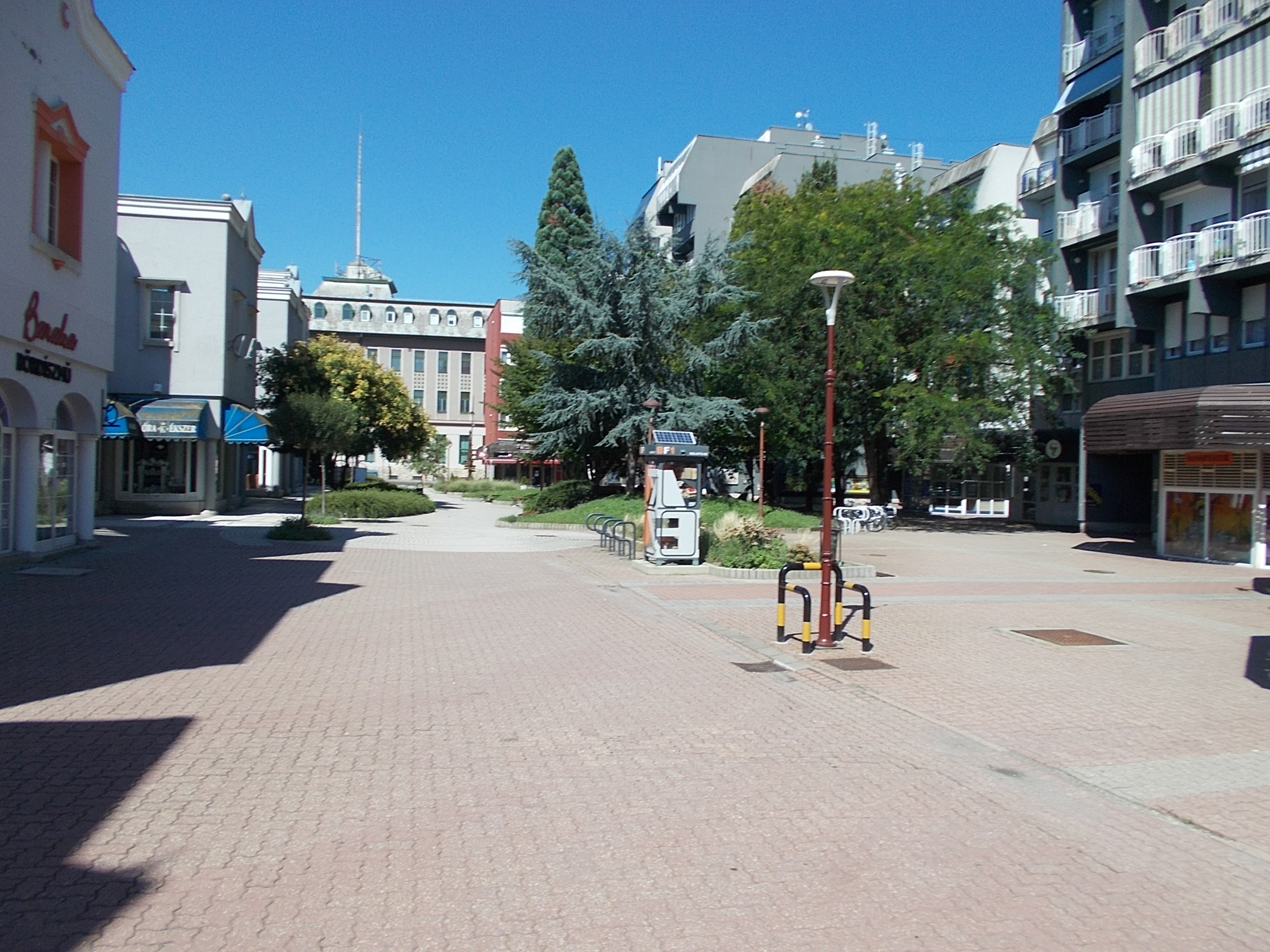
Evropské náměstí.

Ve městě existuje celkem 17 mateřských ško, 12 základních škol a 11 škol středních.

## Sport
Ve městě leží sportovní stadion ZTE Arena u břehů řeky Zala.
V roce 2022 zde byla otevřena nová multifunkční sportovní hala.
Několikrát se zde konaly významné sportovní akce, například v roce 1983 mistrovství světa v orientačním běhu a další.

## Osobnosti města
- David Schwarz (1852–1897), chorvatský průkopník letectví
- Lajos Vajda (1908–1941), maďarský malíř
- György Bakos (* 1960), maďarský překážkář
- Tibor Andics, herec
- Tamás Balogh, herec
- Erzsébet Ecsedi, maďarská herečka
- Ferenc Deák (1803–1876), politik

## Partnerská města
- Dobrič, Bulharsko
- Gorizia, Itálie
- Cherson, Ukrajina
- Klagenfurt, Rakousko[9]
- Krosno, Polsko
- Kusel, Německo
- Lendava, Slovinsko
- Marl, Německo
- Surgut, Rusko
- Varaždin, Chorvatsko
- Varkaus, Finsko
- Zenica, Bosna a Hercegovina
- Târgu Mureș, Rumunsko
- Baraolt, Rumunsko
- Berehovo, Ukrajina